# Cheyenne Kimball
Cheyenne Nichole Kimball (Frisco, 27 luglio 1990) è una cantautrice e musicista statunitense.

## Biografia
Cheyenne Kimball ha avviato la sua carriera nel mondo dello spettacolo all'età di 12 anni, vincendo il programma televisivo America's Most Talented Kid. Il suo album di debutto The Day Has Come è stato pubblicato nel luglio 2006 ed ha goduto di buon successo commerciale, esordendo alla 15ª posizione della Billboard 200 e alla 28ª della Billboard Canadian Albums. È stato promosso dal singolo Hangin On, arrivato alla numero 53 della Billboard Hot 100. Nello stesso periodo si è esibita al Macy's Thanksgiving Day Parade e al Pro Bowl. Ha inoltre contribuito alla colonna sonora del film Aquamarine.
In seguito, ha messo in pausa la sua carriera da solista per unirsi al gruppo musicale Gloriana, che ha tuttavia abbandonato nel 2011.

## Discografia

### Album in studio
- 2006 – The Day Has Come

### Singoli
- 2006 – Hanging On
- 2006 – One Original Thing
- 2007 – Four Walls